# Maurice A. Preston

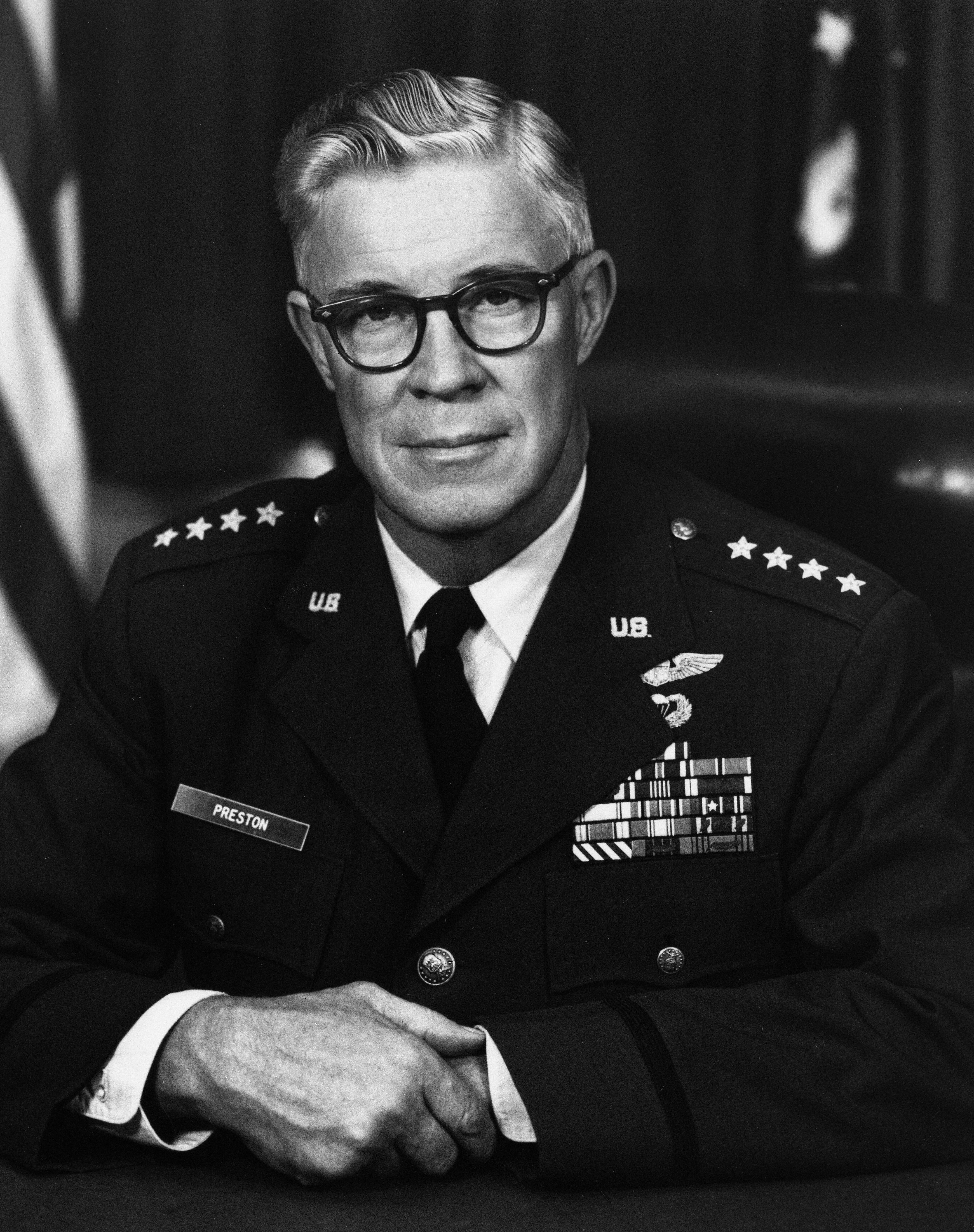
Maurice A. Preston (1966)

Maurice Arthur Preston (* 25. November 1912 in Weed, Kalifornien; † 25. Januar 1983 in Bethesda, Maryland) war ein General der United States Air Force. Er war unter anderem Kommandeur der United States Air Forces in Europe.

## Leben
Maurice Preston war ein Sohn von James Madison Preston (1885–1933) und dessen Frau Petronella Tuinenburg (1883–1962) und besuchte die öffentlichen Schulen in Tulare und dann das Saint Mary’s College of California in Moraga. In den Jahren 1933 bis 1937 durchlief Maurice Preston die United States Military Academy in West Point. Nach seiner Graduation wurde er als Leutnant in das Offizierskorps des US-Heeres aufgenommen. In der Armee und ab 1947 in der Air Force durchlief er anschließend alle Offiziersränge vom Leutnant bis zum Vier-Sterne-General.
Im Lauf seiner militärischen Karriere absolvierte er verschiedene Kurse und Schulungen. Dazu gehörten unter anderem eine Ausbildung zum Piloten an der Flying School in Texas und ein Studium an der Air Command and Staff School auf der Maxwell Air Base in Alabama.
Maurice Preston gehörte dem United States Army Air Corps an, aus dem im Jahr 1941 die United States Army Air Forces hervorgingen. Vor dem Zweiten Weltkrieg war er an verschiedenen Standorten in den Vereinigten Staaten stationiert. Daran änderte sich auch nach dem amerikanischen Kriegseintritt im Dezember 1941 zunächst nichts. Im Januar 1943 erhielt er das Kommando über das 379. Expeditionsgeschwader (379th Air Expeditionary Wing). In der Folge wurde er mit diesem Geschwader auf den europäischen Kriegsschauplatz verlegt, wo er in den Jahren 1943 und 1944 mit B17-Bombern an Luftangriffe auf Deutschland teilnahm. Dazu gehörte auch ein Angriff auf Schweinfurt bei dem die amerikanischen Verluste sehr hoch waren, was zu einer zeitweisen Einstellung der Angriffe bei Tag führte. Im Herbst 1944 erhielt Preston das Kommando über das 41. Bombergeschwader (41st Bombardment Wing). Dieses Kommando hatte er zwischen Oktober 1944 und Mai 1945 inne. Dabei war er weiterhin an alliierten Luftangriffe auf Deutschland beteiligt.
Nach seiner Rückkehr in die Vereinigten Staaten erhielt Preston zunächst das Kommando über einen Flugplatz bei Alamogordo in New Mexico. Im Jahr 1947 wurde er in die neugegründete U.S. Air Force übernommen. Preston war dann Abteilungsleiter beim kanadisch-amerikanischen Permanent Joint Board on Defence. Anschließend gehörte er für einige Zeit der Planungsabteilung beim Hauptquartier der Air Force an. Im Jahr 1949 wurde er Stabsoffizier beim damaligen Northeast Air Command, das in St. John’s auf Neufundland in Kanada ansässig war.
In den Jahren 1952 bis 1956 kommandierte Maurice Preston einige Einheiten der Air Force. Im Mai 1956 kehrte er zum Hauptquartier der Luftwaffe zurück, wo er Abteilungsleiter in deren Stabsabteilung für Operationen wurde. Im Juli 1960 erhielt er das Kommando über die 19. Luftflotte (Nineteenth Air Force). Im August 1963 wurde er Kommandeur der United States Forces Japan und der 5. Luftflotte. Diese Ämter bekleidete er zwischen dem 30. Juli 1963 und dem 1. August 1966.
Anschließend erhielt Preston, nun im Rang eines Vier-Sterne-Generals, als Nachfolger von Bruce K. Holloway das Kommando über die United States Air Forces in Europe, deren Hauptquartier sich damals in Wiesbaden befand. Dieses Kommando hatte er zwischen dem 1. August 1966 und dem 1. August 1968 inne. Nachdem er sein Amt an seinen Nachfolger Horace M. Wade übergeben hatte, schied er aus dem aktiven Militärdienst aus.
Maurice Preston starb am 25. Januar 1983 an den Folgen einer Krebserkrankung und wurde auf dem Nationalfriedhof Arlington beigesetzt.

## Orden und Auszeichnungen
Maurice Preston erhielt im Lauf seiner militärischen Laufbahn unter anderem folgende Auszeichnungen:
- Silver Star
- Legion of Merit
- Bronze Star Medal
- Distinguished Flying Cross
- Air Medal
- Army Commendation Medal
- Purple Heart
- Orden des Heiligen Schatzes (Japan)